# Arthur Schopenhauer
Arthur Schopenhauer (ur. 22 lutego 1788 w Gdańsku, zm. 21 września 1860 we Frankfurcie nad Menem) – filozof niemiecki, przedstawiciel pesymizmu w filozofii.

## Życiorys

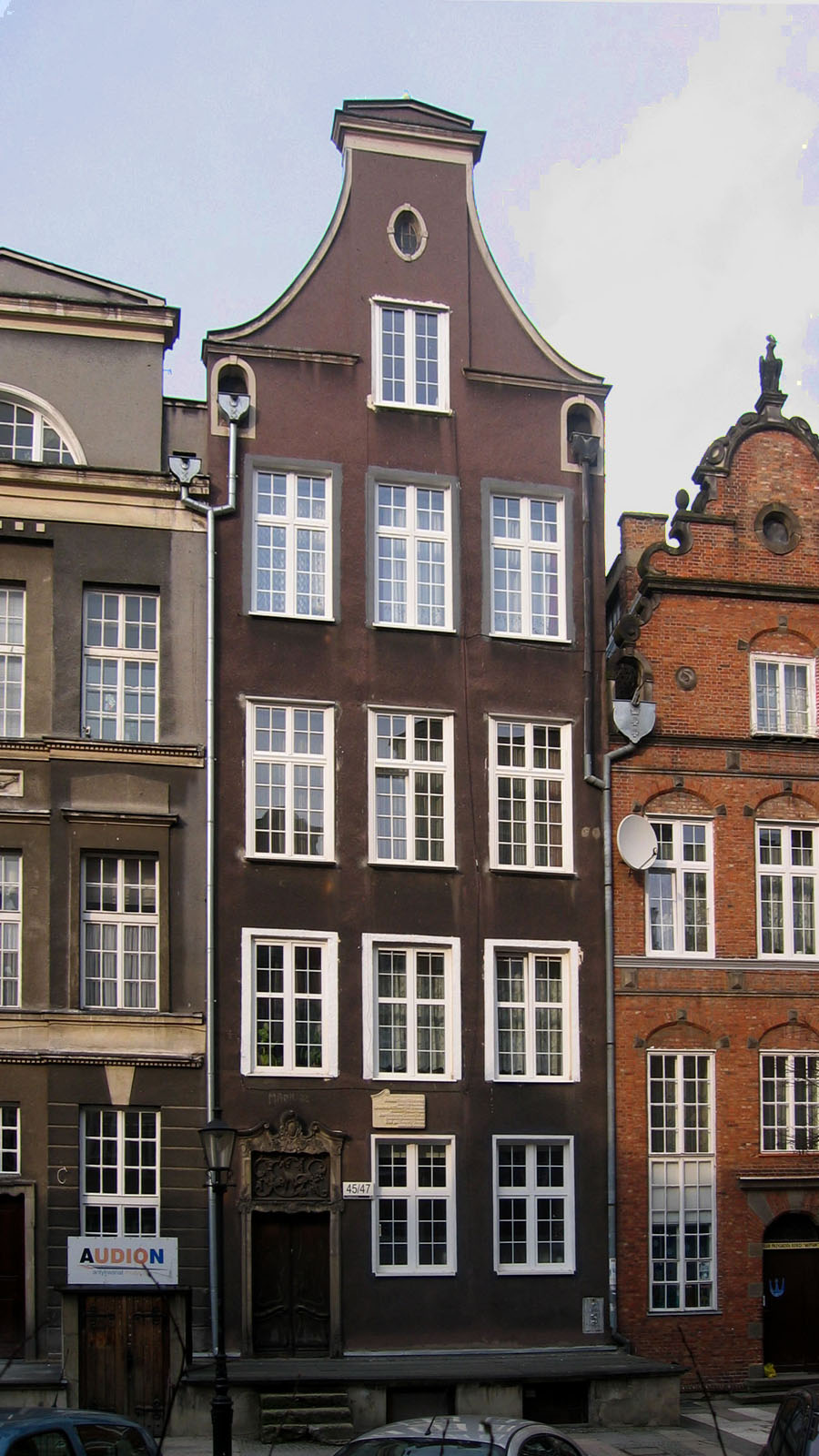
Dom rodzinny filozofa przy ul. św. Ducha w Gdańsku

Arthur Schopenhauer urodził się w Gdańsku w domu przy ul. św. Ducha 47 (stary numer 114) jako syn zamożnego kupca Heinricha Florisa Schopenhauera i literatki Johanny z domu Trosiener. W 1793 r., po zajęciu Gdańska przez Prusy, rodzina Schopenhauerów wyemigrowała do Hamburga. Początkowo Arthur przygotowywał się z woli ojca do zawodu kupieckiego. Ojciec sprowadzał do domu prywatnych nauczycieli, dbając o rozwój intelektualny swego syna. Po śmierci ojca przeniósł się z matką do Weimaru, gdzie przygotowywał się do studiów uniwersyteckich, tam też zetknął się z Wielandem, Friedrichem Majerem i Goethem, który go skłonił do badań nad barwami („Über das Sehen und die Farben”, 1816).
Młody Schopenhauer zaczął studiować w Getyndze, w latach 1809–1813, poznając tam dzieła Platona i Kanta. Jego nauczycielem był Gottlob Ernst Schulze, sceptyk i krytyk Kanta. Stopień doktora uzyskał w roku 1813, na podstawie rozprawy pod tytułem „Über die vierfache Wurzel des Satzes vom zureichenden Grund” (tłum. polskie: „O poczwórnym źródle zasady racji dostatecznej”).
Naukę kontynuował w Berlinie i Jenie oraz prowadził życie bon vivanta, sporo podróżując turystycznie po całej Europie.
W Dreźnie w latach 1814–1818 ukończył swoje dzieło podstawowe „Die Welt als Wille und Vorstellung” (1819). Książka ta jest jedną z najważniejszych publikacji Schopenhauera, w tłumaczeniu polskim (Świat jako wola i przedstawienie – 1819). Dzieło to podzielone jest na cztery księgi.
Księga pierwsza mówi o tym, że nie czerpie się swej wiedzy z bezpośredniego doświadczenia, lecz przez jego wyobrażenia i konstruktywne rozumowanie, tzn. czas, przestrzeń i przypadkowość. Księga druga tej publikacji przedstawia pogląd, że każdy człowiek ma swoją wolę, która jest siłą sprawczą we wszechświecie. W księgach kolejnych, trzeciej i czwartej, autor stwierdza, że artyści i święci czasem odnajdują taką drogę życia, która pozwala im wyrwać się spod wpływu woli.
Chociaż był ateistą, jego nastawienie do życia zmieniło poznanie filozofii indyjskiej i buddyzmu. Swoimi dziełami zwrócił na siebie uwagę niemieckiego środowiska filozofów, na skutek czego zaproponowano mu stanowisko privatdozenta na uniwersytecie w Berlinie. Zaczął wykładać na Uniwersytecie Berlińskim od 1820 r.
Jego pobyt w Berlinie skończył się jednak porażką, na skutek bojkotu jego wykładów przez zwolenników Hegla, który w tym samym czasie zdobywał coraz większą popularność. W końcu, zniechęcony, wrócił do Frankfurtu w roku 1831, uciekając przed panującą epidemią cholery. We Frankfurcie do końca życia pędził żywot odludka, żyjąc z majątku odziedziczonego po ojcu.

## Poglądy filozoficzne
Główne tezy swej filozofii Schopenhauer sformułował jeszcze w dysertacji doktorskiej „O poczwórnym korzeniu prawa racji dostatecznej” (niem. Über die vierfache Wurzel des Satzes vom zureichenden Grund, 1813), a później wyłożył szczegółowo w swym głównym dziele – „Świat jako wola i przedstawienie” (niem. Die Welt als Wille und Vorstellung, 1819).
Schopenhauer rozpoczyna swoją filozofię od zdania „świat jest moim wyobrażeniem”, twierdzenie to uważa za pierwszą nienaruszalną prawdę (wpływ Kanta i filozofii indyjskiej).
Świat zewnętrzny istnieje tylko jako wyobrażenie. Wyobrażenia wiążą się ze sobą według zasady dostatecznej racji, która występuje pod czterema postaciami: 1) jako stosunek racji i następstwa, 2) jako stosunek przyczyny i skutku, 3) stosunek przestrzeni i czasu, 4) stosunek pobudki i postępku. Związki, które w poznaniu ustalamy, odnoszą się zawsze do wyobrażeń; nie wiemy natomiast, w jakim stosunku pozostają do siebie rzeczy same w sobie. Jedyną rzeczą, którą poznajemy samą w sobie, to nasza wola. To, co w związku z ciałem przeżywamy, to wola, najgłębsza istota nie tylko nas samych, ale świata zewnętrznego. Ogólna wola świata podpada pod principium individuationis (zasada ujednostkowienia) i obiektywizuje się poprzez szereg stopni w minerałach, roślinach, zwierzętach, a najwyższy stopień osiąga w człowieku. Z tej metafizyki woli wypływa pewna estetyka i etyka.
Każda wola rodzi się w cierpieniu. Zwierzę chce jeść, albowiem jest głodne; chce pić, albowiem jest spragnione. Najbardziej cierpi człowiek, ponieważ ma największe potrzeby. W chwilach estetycznej kontemplacji uspokaja się wola. Na bezwolnym oglądaniu idei polega istota artystycznego tworzenia. Wyzwolenie całkowite można osiągnąć tylko przez porzucenie własnej woli, a przejście w wolę zbiorową, przez zupełne zapomnienie o sobie i współżycie z innymi, przez cierpienie i działanie dla innych, przez ascezę. W mędrcach, artystach, świętych przezwycięża wola świata siebie samą i to jest sens i cel jej usiłowań.

### Fascynacja Kantem
Schopenhauer był początkowo zafascynowany teorią poznania Kanta. Starał się ją jednak oczyścić ze sztucznych konstrukcji i uprościć. Rezultatem jego prac była jednak zupełnie nowa teoria poznania, stojąca w kilku punktach w ostrej sprzeczności z Kantem.
Schopenhauer przyjął za Kantem, że nie ma możliwości bezpośredniego dotarcia ani na drodze poznania zmysłowego, ani racjonalnego do „istoty bytu”. Zgodził się też z Kantem, że docierające do nas bodźce porządkują umysł przez formy poznania.
Gruntownej krytyce poddał jednak kantowski system etyki, oparty w dużej mierze na koncepcji imperatywu kategorycznego. Zarzucił Kantowi wyprowadzanie pojęć etycznych na podstawie ukrytych treści teologicznych oraz odrzucił jego definicję moralnej konieczności, natomiast kluczowym dla kantowskiej moralności pojęciom „bezwarunkowej powinności” czy „bezwzględnej wartości” zarzucił błąd contradictio in adiecto.

### Woluntaryzm poznawczy
Specyficzną cechą doktryny filozoficznej Schopenhauera jest woluntaryzm. Z form poznania wymyślonych przez Kanta pozostawił jednak tylko trzy – czas, przestrzeń oraz przyczynowość, uważając, że wszystkie pozostałe nie są już stale przypisanymi „koniecznymi” formami, lecz tylko zmiennymi sposobami „widzenia świata”, zależnymi od historii i potrzeb poszczególnych ludzi.

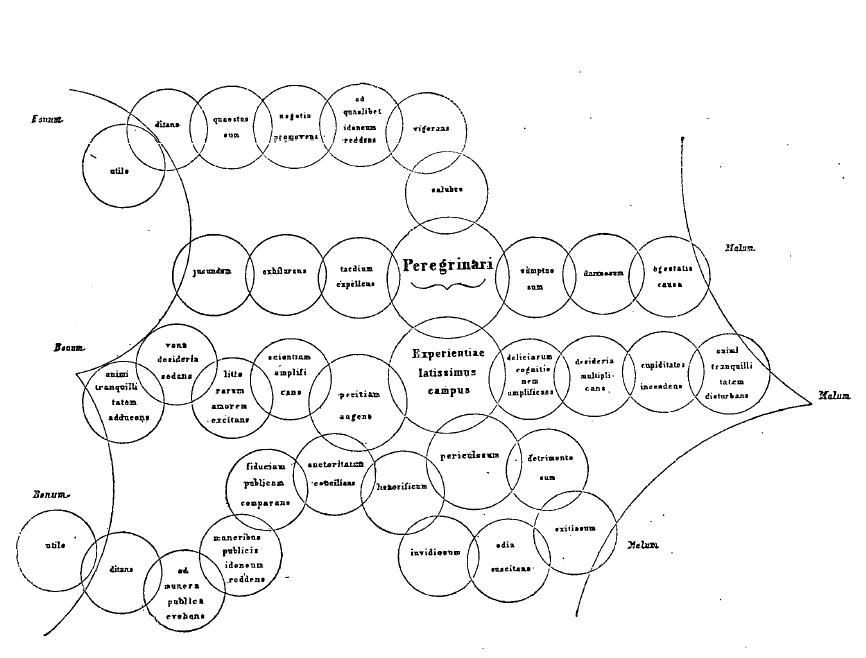
Ilustracja z Le Monde comme volonté et comme représentation

### Fenomeny
Kolejnym ważnym wkładem Schopenhauera w teorię poznania była koncepcja fenomenu, z której później rozwinęła się fenomenologia. Schopenhauer dokonał pewnego uzupełnienia rozumowania Kanta. Dla Kanta bezpośrednio dane były wrażenia zmysłowe, zaś Schopenhauer zauważył, że rzadko dostrzegamy bezpośrednio te doznania, lecz umysł je zawsze wstępnie filtruje i układa w struktury za pomocą form poznania. Struktury te Schopenhauer nazwał właśnie fenomenami. Ponieważ jednak formy poznania nie były zdaniem Schopenhauera tak jak dla Kanta obiektywne, „konieczne” i jednakowe dla wszystkich ludzi, doszedł on do wniosku, że każdy człowiek „sam buduje sobie własne fenomeny” i dlatego te same bodźce wyjściowe mogą u różnych ludzi dawać różne fenomeny.

### Wola i popędy
Na koniec poglądy Schopenhauera rozeszły się zupełnie z kantyzmem, Schopenhauer będący pod silnym wpływem buddyzmu, doszedł do wniosku, że wbrew Kantowi ludzie mają bezpośredni dostęp do jednego rodzaju bytu rzeczywistego – mianowicie do własnego wnętrza. Nie chodziło mu jednak o umysł jako całość w sensie Kartezjusza, lecz do najbardziej pierwotnych odczuć i emocji. Zdaniem Schopenhauera każdy ma bezpośredni dostęp do poczucia własnej woli, czyli przemożnej chęci dążenia w określonym kierunku, który jest uwarunkowany podstawowymi popędami. Popędy te (i co za tym idzie także wola) mają jednak charakter zupełnie irracjonalny i często obracają się przeciw nam. Schopenhauer twierdził, że w tej sytuacji jedynym racjonalnym działaniem jest więc zagłębienie się w sobie, przeanalizowanie własnych popędów, zapanowanie nad nimi i w ten sposób „przekroczenie siebie” i pełne przejęcie kontroli nad własną wolą.
Z tych rozważań wynikła też etyka Schopenhauera, która jest praktycznie sformułowaną w europejskich kategoriach filozoficznych etyką współczucia, wyrzeczenia i przekroczenia siebie, znaną od setek lat w obrębie buddyzmu i chrześcijaństwa.

### Erotologia
W swojej filozofii miłości Schopenhauer wysuwał pogląd na miłość jako wierną służkę woli życia, dbającą jedynie o jakościowy i ilościowy skład przyszłego pokolenia. Selekcja, jaką pozornie dokonują zakochani, odbywa się zgodnie z wymogami stawianymi przez wolę życia, dążącą do stworzenia potomstwa o ściśle określonych właściwościach. Tę koncepcję miłości Schopenhauera Władimir Sołowjow poddaje gruntownej krytyce w pracy Sens miłości.

Zastanowienia godnym jest los Schopenhauera, którego niskie mniemanie „o kobietach” zawsze jeszcze zwykło się tym tłumaczyć, że pewna wenecka ǳiewczyna, której raz towarzyszył, zagapiła się na mknącego obok nich, fizycznie odeń piękniejszego Byrona, jak gdyby najgorszego mniemania o kobietach nabierał ten, kto najmniej ma u nich szczęścia, nie zaś ten raczej, kto ma go najwięcej.

### Erystyka
Poglądy Schopenhauera na prowadzenie sporów znalazły się w niewielkiej pracy, powstałej według przypuszczeń wydawców jego dzieł, Mockrauera i Hübschera, prawdopodobnie w latach 1830–1831 i wydanej dopiero po jego śmierci po raz pierwszy w 1864 r. – Die eristische Dialektik, znana w polskich tłumaczeniach jako Erystyka, czyli sztuka prowadzenia sporów.

## Oddziaływanie Schopenhauera
W swoich czasach filozofia Schopenhauera nie była zbyt popularna, gdyż w tym czasie dominował w Niemczech heglizm oraz nieco później marksizm. Z koncepcji Schopenhauera rozwinęło się jednak sporo systemów filozoficznych końca XIX wieku i początku XX wieku, z których część jest popularna do dzisiaj. Można do nich zaliczyć filozofię Nietzschego, który rozwinął woluntarystyczną teorię poznania, fenomenologię, w ramach której rozwinęła się koncepcja fenomenu wymyślona przez Schopenhauera, psychoanalizę podążającą za ideą dogłębnego studiowania własnych popędów oraz w końcu egzystencjalizm rozwijający ideę „przekroczenia siebie”.
Teoria Schopenhauera znalazła swój oddźwięk w filozofii: Nietzschego, muzyce: Richarda Wagnera, twórczości: Heinricha i Thomasa Manna, Michela Houellebecqa, Thomasa Bernharda, Thomasa Hardy’ego, Samuela Becketta, Lwa Tołstoja, Hermanna Hessego i wielu innych.
Schopenhaueryzm (szopenhaueryzm) wywarł znaczny wpływ na kształtowanie się światopoglądu epoki modernizmu. Na filozofii Schopenhauera opierał się dekadentyzm, modny nurt twórczości okresu Młodej Polski. Z filozofii Schopenhauera „schyłek wieku” przejął pesymistyczny obraz ludzkiej egzystencji; przekonanie o zdeterminowaniu człowieka przez nierozumne popędy, których nie da się zaspokoić i które zmuszają go do ciągłej aktywności; przekonanie, że człowiekowi stale towarzyszą niedosyt, niezadowolenie, poczucie klęski i strach przed śmiercią. Remedium na męki egzystencjalne miały stanowić „ucieczka w nicość”, specyficznie interpretowaną buddyjską nirwanę, oraz sztuka jako bezinteresowna kontemplacja estetyczna. Recepcja filozofii Schopenhauera obecna jest głównie we wczesnym okresie literatury młodopolskiej.

## Tłumaczenia dzieł Schopenhauera
Wydanie zbiorowe dzieł Schopenhauera (krytyczno-naukowe), opracowane przez P. Deussena, wychodziły od 1911 do 1928 roku i obejmowały 14 tomów. Jego dzieła na język polski przełożyli: Zofia Bassakówna „O podstawie moralności” (1901), I. Grabowski „Poczwórne źródło twierdzenia o podstawie dostatecznej” (1904), Adam Stögbauer „O wolności ludzkiej woli” (1908):, Jan Błeszyński „O religii. Dialog” (1913); R. Centnerszwerowa wybór myśli: „Miłość i kobiety” (1924), a współcześnie Jan Garewicz „Świat jako wola i przedstawienie” (1995) i Józef Marzęcki: Czworaki korzeń zasady racji dostatecznej (2003).

## Upamiętnienie w Gdańsku
22 lutego 2008 z okazji 220. rocznicy urodzin Schopenhauera prezydent Gdańska Paweł Adamowicz odsłonił tablicę pamiątkową dłuta Tomasza Radziewicza na domu przy ulicy Świętego Ducha 45/47 (pierwsza tablica ku czci Schopenhauera zawisła w tym miejscu w 1888). Tego samego dnia prof. Andrzej Januszajtis odsłonił popiersie Schopenhauera wykonane przez Marka Elsnera w czytelni Instytutu Filozofii, Socjologii i Dziennikarstwa Uniwersytetu Gdańskiego.
Imię Schopenhauera nosi ulica w Gdańsku-Oliwie. Przed II wojną światową (od 1923) jego imię (Schopenhauerweg) nosiła ulica Mikołaja Kopernika w Gdańsku-Aniołkach. Jest patronem tramwaju Pesa Swing 120NaG SWING Gdańskich Autobusów i Tramwajów o numerze bocznym 1016.
W Gdańsku znajduje się także Park Schopenhauera w miejscu rodzinnego majątku Schopenhauerów.

## Publikacje
- Czworaki korzeń zasady racji dostatecznej, przeł. Józef Marzęcki, wyd. Antyk, Kęty 2003.
- Erystyka, czyli sztuka prowadzenia sporów, ISBN 83-7020-229-2, Warszawa 2002.
- O podstawie moralności, przeł. Zofia Bassakówna, wyd. Zielona Sowa, Kraków 2006.
- O religii. Dyalog, przeł. Jan Błeszyński, wyd. „Kultura i sztuka”, Lwów 1913.
- O wolności ludzkiej woli, dostęp 2012-11-01
- Świat jako wola i przedstawienie, t. 1-2, Warszawa 1994-5.
- Metafizyka życia i śmierci, przeł. Józef Marzęcki, wyd. Ethos, Łódź 1995.
- Psychologia miłości, wyd. literatura.net.pl, 2008, ISBN 978-83-923645-7-3.
- Feministyka albo sztuka obchodzenia się z kobietami, przeł. Bogdan Baran, Wydawnictwo Aletheia, Warszawa 2014.